# Grad Trakoščan
Grad Trakoščan (hrvaško Dvorac Trakošćan) je srednjeveški grad v Hrvaškem Zagorju in hrvaški kulturnozgodovinski spomenik državnega pomena.
Grad stoji na južnih pobočjih Brezove gore, ob lokalni cesti med naseljem Gornji Macelj in Bednjo, sedaj je v lasti države Hrvaške, ki ga uporablja kot muzej ter v turistične namene.

## Zgodovina
Grad Trakoščan so zgradili konec 13. stoletja kot manjši grad (burg), graditelj in bolj natančen čas izgradnje ni poznan. Ime Trakoščan (Trakošćan) se v pisnih virih prvič pojavi v listini iz leta  1334. Po enem od ljudskih izročil naj bi ime dobil po vitezih Drachenstein ali Kozjanskih, ki naj bi bili gospodarji na tem območju v zgodnjem srednjem veku.  
V listinah lahko sledimo zgodovini gradu in gospoščine od začetka leta 1399 ko je ogrski kralj Sigismund Luksemburški podaril celjskemu grofu Hermanu II. celotno Zagorsko grofijo in utrdbe in gradove v njej, med njimi tudi Trakoščan  (lat. Costal). V posesti Celjskih je ostal do izumrtja zadnjega Celjana po moški liniji Ulrika II. leta 1456. Celjski so na gradu imeli svoje kastelane.
Po izumrtju Celjskih sta gospostvo in grad Trakošćan spet pripadla ogrskemu kralju, ki ga podelil vojskovodju  Janu Vitovcu, ki ga za kratek čas nasledita sinova. Ker sta bila tajna zaveznika cesarja Maksimilijana I. Habsburškega in obtožena izdajstva, jima je grad in posestvo, kot vsa druga, ogrski kralj Matija Korvin odvzel in podaril svojemu nezakonskemu sinu Ivanu Korvinu, ta pa svojemu podbanu Ivanu Gyulayu. Njegova družina je grad in posestvo obdržala do izumrtja leta 1566, ko je posestvo  pripadlo cesarju. Cesar Maksimilijan II. Habsburški  je leta 1568  grad in gospostvo podelil v fevd Juriju Draškoviću, najprej v osebno uživanje, zatem pa v dedni fevd. Mogočna rodbina Draškovićev je grad odkupila leta 1584. 
Draškovići  so grad večkrat  širili in dograjevali. Tako so leta  1592 dogradili topniške stolpe z ostrešjem (Na zahodnem stolpu najdemo ploščo z grbom in napisom Ivana II. Petra Draškovića iz leta 1592). Dogradili so tudi osrednji stolp in arkadno dvorišče z vodnjakom.
V drugi polovici 18.stoletja je prišlo do opustitve gradu Trakoščan, ki je nato pričel hitro propadati, dokler se rodbina v 19. stoletju ni ponovno začela zanimati za svoj izvorni grad. Takratni podmaršal Jurij V. Drašković ga je v renesančnem duhu  obnovil v letih 1850−1860 v rezidenčni grad z romantičnim parkom. Draškovići so na gradu občasno živeli skoraj 400 let, vse do leta 1944, ko so se odselili v Avstrijo. Po koncu druge svetovne vojne je bil dvorec nacionaliziran in leta 1954 spremenjen v muzej.